# 1-ий авіаносний флот
1-ий авіаносний флот (яп. 第一航空艦隊, Daiichi Kōkū Kantai) , також відомий як Kidō Butai («Мобільні сили»), — це назва, яка використовувалася для об'єднаної авіаносної ударної групи, яка складалася з більшості авіаносців і авіаносних крил. Імператорський флот Японії протягом перших восьми місяців війни на Тихому океані.
Під час найвідомішої операції, нападу на Перл-Харбор у грудні 1941 року, Перший повітряний флот був найбільшим у світі з'єднанням авіаносців.

## Розвиток концепції

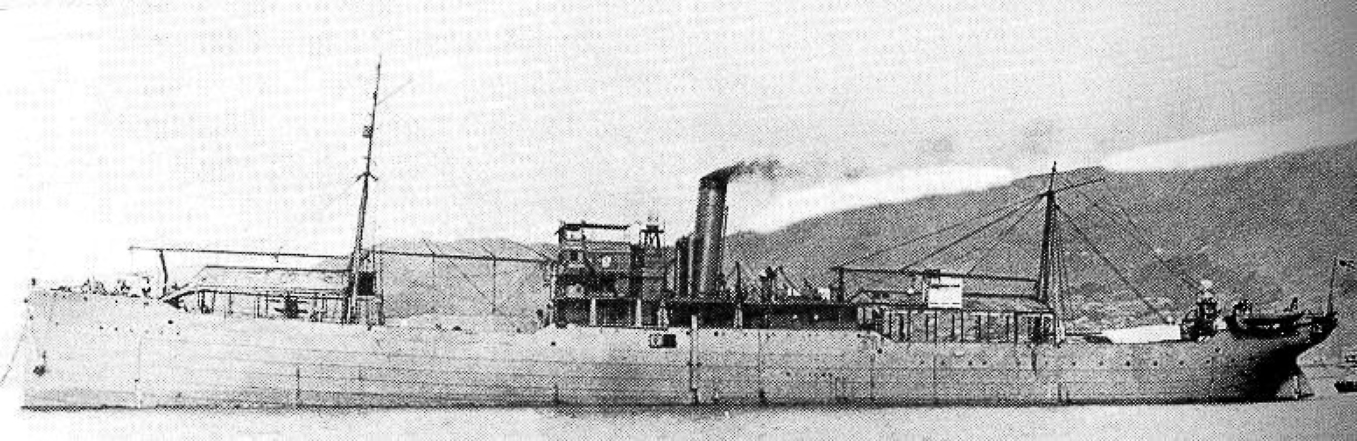
Японський гідроавіаносець Вакамія.

У 1912 році британський Королівський флот створив власний льотний підрозділ, Королівську військово-морську авіаційну службу. Іперський флот Японії було створено за зразком Королівського військово-морського флоту, і його керівництво прагнуло створити власну військово-морську авіацію. Японці також спостерігали за технічними розробками в інших країнах і побачив військовий потенціал літака. У 1913 році судно «Вакамія» було перетворено на гідроавіаносець і для нього придбано літаки. 1-й і 2-й повітряні флоти мали бути основними ударними силами флоту Японвії.
Досвід японських авіаносців під час війни проти Китаю допоміг розвинути доктрину застосування авіаносців для Імперського флоту Японії. Одним із уроків, засвоєних у Китаї, була важливість концентрації та маси в проектуванні військово-повітряної сили на берег. Тому в квітні 1941 року Імперський флот Японії сформував 1-й авіаносний флот, щоб об'єднати всі наявні авіаносці під одним командуванням. Імперського флоту Японії спрямовував свою доктрину на забезпечення потужних повітряних ударів, задля нанесення яких об'єднували авіаційні групи в авіаносних дивізіях, а не виходили з потенціалу кожного окремого авіаносеця. При спільній дії кількох авіаносних дивізій авіагрупи дивізій з'єднувалися між собою. Ця доктрина об'єднаних масованих авіаносних груп повітряного нападу була найдосконалішою у своєму роді з усіх ВМС світу. Проте Імперський флот Японії побоювався, що зосередження всіх своїх авіаносців разом зробить їх уразливими для швидкого знищеними масованим повітряним ударом противника або його кораблями. Аби запобігти такому сценарію, було розроблено компромісне рішення, згідно з яким флот авіаносців діяв би розташованими у тісних формаціях дивізіями авіаносців, але самі дивізії об'єднувалися б у нещільних прямокутних формаціях, щоб приблизно 7 000 метрів, відокремлювало авіаносці один від одного.
Хоча зосередження такої кількості авіаносців в одному підрозділі було новою революційною наступальною стратегічною концепцією, Перший авіаційний флот страждав від кількох недоліків оборони, які надавали йому, за словами американського дослідника японських збройних сил Марка Пітті «скляну щелепу»: Кідо Бутай міг завдав удару, але не зміг його витримати". Японські палубні зенітні гармати та пов'язані з ними системи керування вогнем мали декілька недоліків конструкції та конфігурації, які обмежували їхню ефективність. Задто мало виділялося винищувачів длля самозахисту і система раннього попередження мала суттєві недоліки, включаючи відсутність радарів. Поганий радіозв'язок з винищувачем перешкоджав ефективному командуванню та управлінню повітряними патрулями. Військові кораблі супроводу авіаносців були розгорнуті як візуальні розвідники в кільці на великій відстані, а не як близькі зенітні ескорти, оскільки їм бракувало підготовки, доктрини та достатньої кількості зенітних гармат. Ці недоліки зрештою і призвеели до загибелі аваносців 1-го авіаносного флоту.